# İpek Karapınar
Funda İpek Karapınar (* 20. März 1984 in Istanbul) ist eine türkische Schauspielerin.

## Karriere
Karapınar wurde am 20. März in Istanbul geboren. Sie studierte an der Mimar Sinan Üniversitesi. Ihr Debüt gab sie in der Fernsehserie Hatırla Sevgili. Danach spielte sich in Kurtlar Vadisi Pusu mit. Ihren Durchbruch hatte Karapınar in der Serie Küçük Sırlar. 2015 bekam sie ihre Hauptrolle in der Fernsehserie Kırgın Çiçekler. Anschließend spielte sie 2019 in Nöbet mit. 2021 trat Karapınar in der Serie Destan auf.

## Filmografie
Serien
- 2006–2008: Köprü
- 2008: Hatırla Sevgili
- 2008: Talih Kuşu
- 2008–2010: Kurtlar Vadisi Pusu
- 2008–2010: Doludizgin Yıllar
- 2010–2011: Küçük Sırlar
- 2011: Zehirli Sarmaşık
- 2012: Ustura Kemal
- 2013–2014: Adını Kalbime Yazdım
- 2014–2015: Hayat Yolunda
- 2015–2018: Kırgın Çiçekler
- 2019: Nöbet
- 2021–2022: Destan